# Enneüs Heerma
Enneüs Heerma (Rijperkerk, 23 dicembre 1944 – Amsterdam, 1º marzo 1999) è stato un politico olandese, leader dell'Appello Cristiano Democratico e capogruppo alla Tweede Kamer.

## Biografia
Heerma ha studiato alla Vrije Universiteit di Amsterdam. Dal 1971 al 1986 è stato membro del Consiglio comunale di Amsterdam. Dal 1967 al 1980 fu membro del Partito Anti-Rivoluzionario. Dal 1986 al 1994 ha ricoperto la funzione di Segretario di Stato per l'edilizia abitativa, la pianificazione spaziale e ambientale. Dal 18 agosto 1994 al 17 marzo 1997 fu leader dell'Appello Cristiano Democratico. Nel 1989 e dal 1994 al 1997 ha fatto parte della Tweede Kamer. Nel 1999 è morto di cancro ai polmoni. Sposato con Anke Govertine Vonkeman aveva tre figli. Nel 2012 suo figlio Pieter Heerma è stato eletto alla Tweede Kamer per il CDA.